# الیاندرو (بازیکن فوتبال)
الیاندرو (به پرتغالی: Eliandro) (به پرتغالی: Eliandro dos Santos Gonzaga) مهاجم اهل برزیل است که در شهر سائوپائولو و در تاریخ ۲۳ آوریل ۱۹۹۰ به دنیا آمده‌است.
الیاندرو در تیم‌های فوتبال کروزیرو سابقهٔ حضور دارد.